# Anstalten Gävle
Anstalten Gävle är en sluten kriminalvårdsanstalt belägen i Södra Bomhus i Gävle. Anstalten har 64 ordinarie platser i säkerhetsklass 2+. Anstalten består av två behandlingsavdelningar.

## Historia
Anstalten Gävle byggdes 1986 för att ersätta det då gamla länscellfängelset i Gävle.